# سیارک ۲۲۵۳۸
سیارک ۲۲۵۳۸ (به انگلیسی: 22538 Lucasmoller، نامگذاری:1998FS63) بیست و دو هزار و پانصد و سی و هشتمین سیارک کشف شده‌است که در ۲۰ مارس ۱۹۹۸ کشف شد.
قدر مطلق سیارک برابر ۱۴.۱ است.